# Magnesia Litera
Magnesia Litera oder nur Litera ist ein tschechischer Literaturpreis, der seit 2002 vergeben wird. Der Preis wird derzeit in elf Kategorien vergeben: Buch des Jahres (Hauptpreis), Prosa, Poesie, Sachbuch, Publizistik, Kinder- und Jugendbuch, Entdeckung des Jahres, Buchübersetzung, verlegerische Tätigkeit, Leserpreis und Blog des Jahres. Der Preis ist mit 200.000 Tschechischen Kronen dotiert.

## Preisträger

### Buch des Jahres
- 2024 – Alena Machoninová Hella
- 2023 – Miloš Doležal Jana bude brzy sbírat lipový květ
- 2022 – Pavel Klusák Gott: Československý příběh: Buch über Karel Gott und seine Zeit
- 2021 – Martin Hilský Shakespearova Anglie: Portrait Englands zur Zeit William Shakespeares
- 2020 – Petr Čornej: Jan Žižka: Život a doba husitského válečníka: Monografie über den Hussitenführer Jan Žižka
- 2019 – Radka Denemarková: Hodiny z olova
- 2018 – Erik Tabery: Opuštěná společnost: Politische Entwicklung von Masaryk zu Babiš
- 2017 – Bianca Bellová: Jezero
- 2016 – Daniela Hodrová: Točité věty
- 2015 – Martin Reiner: Básník. Román o Ivanu Blatném: Roman über Ivan Blatný
- 2014 – Jiří Padevět: Průvodce protektorátní Prahou: Prag in der Zeit des Protektorats
- 2013 – Jiří Hájíček: Rybí krev
- 2012 – Michal Ajvaz: Lucemburská zahrada
- 2011 – Jan Balabán: Zeptej se táty (postum)
- 2010 – Petra Soukupová: Zmizet
- 2009 – Bohumila Grögerová: Rukopis
- 2008 – Petr Nikl: Záhádky
- 2007 – Petru Cimpoeşu: Simion Liftnicul (Simion Výtažník aus dem Rumänischen von Jiří Našinec)
- 2006 – Jan Reich: Bohemia
- 2005 – Jan Novák: Zatím dobrý
- 2004 – Jiří Suk: Labyrintem revoluce: Sachbuch zur Samtenen Revolution
- 2003 – Pavel Zatloukal: Příběhy z dlouhého století – Architektura let 1750–1918 na Moravě a ve Slezsku: Architektur in Mähren und Schlesien
- 2002 – Jürgen Serke: Böhmische Dörfer – Wanderungen durch eine verlassene literarische Landschaft

### Prosa
- 2024 – Marek Torčík: Rozložíš paměť
- 2023 – Viktor Špaček: Čistý, skromný život
- 2022 – Stanislav Biler: Destrukce
- 2021 – Daniel Hradecký: Tři kapitoly: Dumdum – Výlety s otcem – Vikštejn
- 2020 – Jiří Kratochvil: Liška v dámu
- 2019 – Pavla Horáková: Teorie podivnosti
- 2018 – Josef Pánek: Láska v době globálních klimatických změn
- 2017 – Marek Šindelka: Únava materiálu
- 2016 – Anna Bolavá: Do tmy
- 2015 – Petr Stančík: Mlýn na mumie
- 2014 – Emil Hakl: Skutečná událost
- 2013 – Zuzana Brabcová: Stropy
- 2012 – Marek Šindelka: Zůstaňte s námi
- 2011 – Martin Ryšavý: Vrač
- 2010 – Ivan Matoušek: Oslava
- 2009 – Martin Ryšavý: Cesty na Sibiř
- 2008 – Lubomír Martínek: Olej do ohně
- 2007 – Radka Denemarková: Peníze od Hitlera
- 2006 – Jiří Hájíček: Selský baroko
- 2005 – Jan Balabán: Možná že odcházíme
- 2004 – Antonín Bajaja: Zvlčení
- 2003 – Emil Hakl: O rodičích a dětech
- 2002 – Miloš Urban: Hastrman